# Obeliscos de la Luna
Los obeliscos de la Luna son un supuesto conjunto de estructuras sólidas encontradas en las fotografías de la superficie lunar tomadas por la sonda Lunar Orbiter 2 de los Estados Unidos, el 20 de noviembre de 1966. 
Los "obeliscos" fueron descubiertos por William Blair del Boeing Institute of Biotechnology al examinar fotografías tomadas en diferentes ángulos por el Lunar Orbiter 2, razón por la cual también se las llama Blair Cuspids (agujas de Blair).
Algunas personas afirman que el conjunto de estructuras está organizado siguiendo un patrón geométrico como si éstos hubieran sido colocados allí por seres inteligentes. La hipótesis de que su origen es artificial, sin embargo, es considerada pseudocientífica por la gran mayoría de los astrónomos.

## Hipótesis y supuestas evidencias

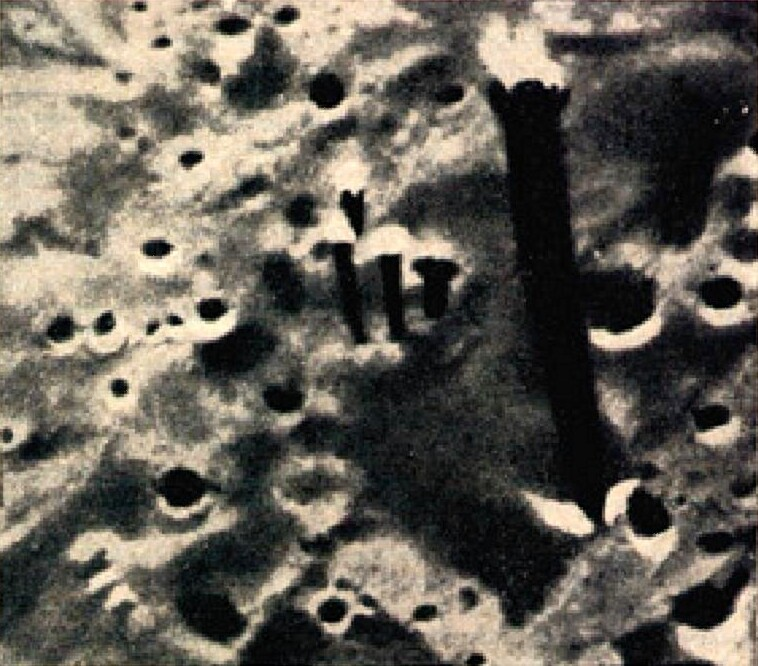
Capiteles que sobresalen sobre el Mar de la Tranquilidad, provocando unas sombras alargadas. La fotografía fue tomada por el Lunar Orbiter 2 el 20 de noviembre de 1966.

Una fotografía tomada por el Lunar Orbiter 2 a una altitud de 23 millas sobre la superficie lunar en el Mar de la Tranquilidad, muestra ocho supuestos capiteles. Según la NASA el área de la fotografía es de 740 por 540 pies y las coordenadas lunares son 15 grados 30’E y 40 grados 30’N. Puesto que las cámaras del Lunar Orbiter 2 apuntaban directamente sobre los capiteles sólo se pueden apreciar las sombras. Según la NASA el Sol se encontraba al momento de la fotografía a 11 grados sobre el horizonte lunar. Se ha afirmado que "los científicos rusos que examinaron las relaciones geométricas entre los objetos encontraron que los números 3, 4 y 5 tienen exactamente la misma disposición de las pirámides de Keops, Kefrén y Micerino en Gizeh, Egipto". Sin embargo, una simple comparación entre ambas lo refuta. Se ha estimado que el "obelisco" más alto, el número 7, tiene una altura aproximada de un edificio de 15 pisos. Sin embargo, estimaciones más conservadoras cifran la altura del mayor artefacto en 13,2 metros, lo que es compatible con el tamaño de otras formaciones rocosas halladas en la Luna.
Otro artefacto lunar contemporáneo a los Obeliscos se basa en las fotografías tomadas por la sonda soviética Luna 9 el 4 de febrero de 1966, después que la sonda alunizara en el Mar de las Tormentas. Las imágenes revelan dos líneas rectas de rocas, de forma circular, de idéntico tamaño y equidistantes, que fueron interpretadas como las balizas de señalización de la pista de un aeropuerto. La luz solar incide en un ángulo que produce sombras alargadas. No parece haber una colina en las proximidades desde la cual las piedras pudieran haber rodado. 
Al examinar las fotografías, el científico ruso, S. Ivanov,  —inventor de las filmaciones en estéreo en la Unión Soviética y laureado con un premio del estado[cita requerida]— obtuvo una imagen tridimensional usando fotografías tomadas con ángulos ligeramente distintos, para aprovechar el efecto estereoscópico. Ivanov y el ingeniero A. Bruenko afirmaron que la distancia entre las estructuras 1 y 3, y 2 y 4 es igual. 
Pero las imágenes del Luna 9 fueron las primeras tomadas desde la superficie de la Luna, y son de tan baja calidad que es muy difícil sacar las conclusiones mencionadas arriba. Están tomadas a poca altura desde el suelo, y muestran, simplemente, unas piedras de pequeño tamaño cercanas al lugar de alunizaje de la sonda.[cita requerida]
El consenso entre los astrónomos es que los supuestos obeliscos son formaciones naturales, y que, del mismo modo que ocurrió con la supuesta Cara de Marte, la hipótesis se basa en un análisis precipitado de imágenes con resolución insuficiente, lo que crea artefactos. Si, por ejemplo, una colina se encuentra en el borde de un cráter, su sombra se alarga desproporcionadamente al proyectarse en la pared interior del cráter. 
El astrónomo Carl Sagan escribió, al respecto: 

Durante la época de los aterrizajes lunares del Apolo, muchos aficionados -propietarios de pequeños telescopios, defensores de los platillos volantes, escritores para revistas aeroespaciales- estudiaron detenidamente las fotografías aportadas en busca de anomalías que hubieran pasado inadvertidas a científicos y astronautas de la NASA. Pronto hubo informes de letras latinas gigantes y números árabes inscritos sobre la superficie lunar, pirámides, caminos, cruces, ovnis resplandecientes. Se hablaba de puentes en la Luna, antenas de radio, huellas de enormes vehículos reptantes, y de la devastación provocada por máquinas capaces de partir los cráteres en dos. Cada uno de esos fenómenos, sin embargo, resulta ser una formación geológica lunar natural mal interpretada por analistas aficionados, reflejos internos en la óptica de las cámaras Hasselblad de los astronautas y cosas así. Algunos entusiastas lograron discernir las largas sombras de misiles balísticos... misiles soviéticos, decían en inquieta confidencia, dirigidos hacia Norteamérica. Resulta que los cohetes, descritos también como «agujas», son las montañas bajas que proyectan una larga sombra cuando el Sol está cerca del horizonte lunar. Con un poco de trigonometría se disipa el espejismo.

## Acusaciones de falsificación
Varios teóricos de la conspiración han acusado a la NASA de alterar las fotografías del Lunar Orbiter para ocultar estructuras lunares artificiales en la cara oculta de la Luna.
Sin embargo, autores escépticos como James Oberg y otros, han puesto en evidencia contradicciones en estos testimonios. Por ejemplo, uno de los supuestos testigos, Carl Wolf, afirma haber visto las fotografías censuradas a mediados de 1965. Pero las cinco naves Lunar Orbiter que fotografiaron la Luna a alta resolución lo hicieron entre agosto de 1966 y agosto de 1967.
Previamente no se habían obtenido fotografías de alta resolución de la cara oculta. Otros supuestos testigos similares, como Donna Teitze Hare, incurren en contradicciones similares o dan explicaciones vagas.
Todas las fotografías captadas por los Lunar Orbiter están disponibles para científicos, y público en general, en Internet.

## Obeliscos lunares en ciencia ficción
- En la película 2001: Una odisea del espacio un monolito que estuviera enterrado en la Luna por millones de años es descubierto en el cráter Tycho.